# Русалки (альбом)
Русалки — мініальбом гурту Мандри.

## Музиканти
- Фома — гітара, вокал
- Леонід Бєлєй — акордеон, клавішні
- Сергій Чегодаєв — бас
- Салман Салманов Мамед Огли — перкусія
- Андрій Занько — барабани

## Композиції
1. Легенда про Іванка та Одарку
2. Хай не буде тобі сумно
3. Перекотиполе
4. Русалки
5. Крила